# Iveta Apkalna
Iveta Apkalna (30 de noviembre de 1976, Rēzekne, Letonia) es una pianista y organista letona. 

## Biografía

### Formación musical
Iveta Apkalna estudió piano y órgano en la Academia Letona de Música Jāzeps Vītols, graduándose en ambos instrumentos con distinción en 1999. Entre 1999 y 2000 continuó sus estudios de piano en la Guildhall School of Music and Drama de Londres. En 2003 completó un estudio de tres años en la clase de solista de órgano del Prof. Dr. Ludger Lohmann en la Universidad Estatal de Música y Artes Escénicas de Stuttgart, Alemania.

### Carrera como intérprete
Ha dado conciertos en las iglesias y catedrales más grandes y famosas de Europa y América del Norte, participando en los principales festivales de órganos y recibiendo numerosos premios en concursos de órganos.
Ofrece recitales de órgano en la Catedral de Riga con regularidad. Su repertorio consiste en música de órgano desde Bach hasta compositores contemporáneos, llevándolo más allá de las fronteras de las paredes de la iglesia. En 1993 fue la organista oficial en servicio en la Basílica de la Asunción de Aglona (Letonia) durante la visita del papa Juan Pablo II. Desde su inauguración en 2016, es la principal organista de la Filarmónica del Elba.

## Premios
- 2002: ganadora de la ronda de selección europea del Royal Bank Calgary International Organ Competition en Londres .
- 2002 - Premio J. S. Bach en el Concurso Mundial del Royal Bank Calgary International Organ Competition ( Canadá).
- 2003 - ganador del tercer concurso de órganos Mikael Tariverdiev en Kaliningrado, Rusia
- 2003, 2017 - Gran Premio de la Música Letona
- 2005 - Premio "ECHO-Klassik" en la categoría "Instrumentalista del año" para el CD "Himmel & Hölle"

## Discografía
- 2003 - Iveta Apkalna Live (edición Hera)
- 2004 - Touch down in Riga (edición Querstand)
- 2004 - Himmel & Hölle (edición Hera)
- 2006 - Prima Volta (edición Ifo)
- 2007 - Noema - David Orlowsky Klezmorim (edición Sony)
- 2008 - Trumpet and Organ (edición Phoenix)
- 2009 - The New Organ of the Philharmonie Mercatorhalle Duisburg (edición Acousence Classics)
- 2011 - L'Amour et la Mort (edición Oehms Classics)
- 2012 - Walter Braunfels (1882-1954): Konzert für Orgel, Knabenchor & Orchester op.38 (edición Oehms Classics)
- 2012 - Leoš Janáček (1854-1928): Missa Glagolytica (edición Pentatone)
- 2013 - Mariss Jansons conducts Brahms and Janacek (edición Arthaus)
- 2015 - Iveta Apkalna - Bach & Glass (edición Oehms Classic)
- 2018 - Light & Dark, primera grabación para órgano solo en la Filarmónica del Elba de Hamburgo (Berlin Classics)
- 2018 - Widmann: Arche, Marlis Petersen, Thomas E. Bauer, Iveta Apkalna, Kent Nagano, Philharmonisches Staatsorchester Hamburg (ECM)